# کنوانسیون برن برای حمایت از آثار ادبی و هنری
کنوانسیون برن برای حمایت از آثار ادبی و هنری، که معمولاً به اختصار کنوانسیون برن شناخته می‌شود، یک معاهده بین‌المللی در خصوص حق تکثیر و حق مؤلف است که اولین بار در شهر برن در سوئیس در سپتامبر سال ۱۸۸۶ (شهریور ۱۲۶۵ شمسی) تصویب شد.

## مفاد
کنوانسیون برن کشورهای امضاکننده را (که در متن معاهده به نام «کشورهای عضو اتحادیه» شناخته شده‌اند) ملزم می‌کند که آثار پدیدآورندگان سایر کشورهای امضاکننده را همچون آثار پدیدآورندگان تبعه خود مورد حمایت کپی‌رایت قرار دهد. این پدیدآورنده کسی است که دارای تابعیت یکی از کشورهای عضو می‌باشد و اگر دارای چنین تابعیتی نیست، اثر خود را برای نخستین بار در یکی از کشورهای عضو اتحادیه منتشر می‌کند یا اقامتگاه وی در یکی از کشورهای عضو اتحادیه است. به عنوان مثال، قانون کپی‌رایت فرانسه در مورد هر اثری که حمایت کپی‌رایت برای آن از دادگاه‌های فرانسه درخواست شود، بدون توجه به اینکه آن اثر ابتدائاً در کجا پدید آمده‌است، مادام که پدیدآورندهٔ اثر، تبعه یا مقیم یکی از کشورهای عضو است، لازم‌الاجراست.
علاوه بر ایجاد یک نظام رفتار مشابه که کپی‌رایت را در میان کشورهای امضاکننده، بین‌المللی ساخت، این کنوانسیون همچنین اعضا خود را ملزم می‌دارد که حداقل استانداردهایی را در قوانین کپی‌رایت خود وارد سازند. این استانداردها در مواد یک تا ۲۰ کنوانسیون برن مقرر شده‌اند.
مطابق با کنوانسیون برن، حمایت کپی‌رایت خودبه‌خود باید فراهم آید و هیچ لزومی به ثبت رسمی آثار در کشورهای دیگر برای به برقراری این حمایت نیست. البته در مورد ایالات متحده آمریکا می‌توان، این نکته را بیان کرد که هنگامی که این کشور در سال ۱۹۸۸ به معاهده پیوست، قوانین خود را -راجع به خسارت قانونی و هزینه وکیل دادگستری، که تنها در صورت ثبت رسمی کپی‌رایت اثر ممکن بود مطالبه شود و مورد رأی قرار گیرد- تغییر نداد.

### حق تکثیر
قرارداد برن مقرر می‌دارد که کلیه آثار به غیر از آثار عکاسی و کارهای سینمایی از مدت حمایت حداقل ۵۰ سال بعد از مرگ پدیدآورنده برخوردار است، البته کشورهای امضاکننده امکان این را دارند که مدت‌های حمایت طولانی‌تری را به‌موجب قوانین ملّی خود مقرر دارند. کاری که به عنوان مثال اتحادیه اروپا با مصوبه هدایتی سال ۱۹۹۳ خود تحت عنوان «مصوبه در خصوص هماهنگ‌سازی مدت زمان حمایت کپی‌رایت» صورت داد. در خصوص کارهای عکاسی، معاهده مدت حمایت را حداقل تا ۲۵ سال پس از سالی که کار عکاسی پدید آمده‌است، و در مورد کارهای سینمایی، مدت حمایت را حداقل تا ۵۰ سال پس از سالی که اثر برای اول‌بار به نمایش درآمده یا در صورتی‌که آن کار ظرف مدت ۵۰ سال بعد از پدید آمدن به نمایش در نیامده، تا ۵۰ سال پس از سالی که اثر پدید آمده‌است، مقرر داشته‌است. کشورهایی که به صورت‌های بازبینی شده قدیمی‌تر کنوانسیون پیوسته‌اند، این امکان را دارند که مدت حمایت خود را در قوانین ملّی‌شان باقی گذارند و برای برخی از انواع آثار (از جمله افزارهای حمل صدا یا فیلم) مدت حمایت کمتری مقرر دارند.
اگرچه در کنوانسیون برن مقرر شده که قانون کپی‌رایت کشوری لازم‌الاجراست که حمایت از اثر در آن مورد درخواست است، لیکن ماده ۷ بند ۸ این معاهده بیان می‌دارد: «مگر درصورتی‌که قانون ملّی آن کشور خلاف این را مقرر دارد، مدت حمایت از یک اثر در آن کشور نباید از مدت حمایت از آن در کشور خاستگاه طولانی‌تر باشد». این قاعده به‌نام «قاعده مدت کوتاهتر» شناخته می‌شود و برخی کشورها آن را نپذیرفته‌اند.
کنوانسیون برن به کشورهای امضاکننده این امکان را می‌دهد که «استفاده منصفانه» از آثار حمایت‌شده دیگران را اجازه دهند؛ و تعیین مصادیق و شرایط این استفاده مجاز را بر عهده قوانین ملّی خود کشورها باقی می‌گذارد. استفاده مجاز در حقوق انگلیس به نام fair dealing و در حقوق آمریکا به نام fair use شناخته می‌شود.

## کشورهای عضو
از ۱۸۸۷ میلادی تاکنون ۱۶۵ کشور به عضویت این کنوانسیون درآمده‌اند ولی کشورهای اوگاندا، ایران، بوروندی، پاپوآ گینه‌نو، پالائو، تووالو، تیمور شرقی، جزایر سلیمان، جزایر مارشال، سائوتومه و پرینسیپ، سن مارینو، سومالی، سیرالئون، سیشل، عراق، کامبوج، کیریباتی، مالدیو، موزامبیک، میانمار، نائورو، و وانواتو هنوز به عضویت در نیامده‌اند.
| نام کشور               | تاریخ عضویت     |
| ---------------------- | --------------- |
| آرژانتین               | ۱۰ ژوئن ۱۹۶۷    |
| آفریقای جنوبی          | ۳ اکتبر ۱۹۲۸    |
| آلبانی                 | ۶ مارس ۱۹۹۴     |
| آلمان                  | ۵ دسامبر ۱۸۸۷   |
| آنتیگوآ و باربودا      | ۱۷ مارس ۲۰۰۰    |
| آندورا                 | ۲ ژوئن ۲۰۰۴     |
| اتریش                  | ۱ اکتبر ۱۹۲۰    |
| اردن                   | ۲۸ ژوئیه ۱۹۹۹   |
| ارمنستان               | ۱۹ اکتبر ۲۰۰۰   |
| اروگوئه                | ۱۰ ژوئیه ۱۹۶۷   |
| ازبکستان               | ۱۹ آوریل ۲۰۰۵   |
| اسپانیا                | ۵ دسامبر ۱۸۸۷   |
| استرالیا               | ۱۴ آوریل ۱۹۲۸   |
| استونی                 | ۲۶ اکتبر ۱۹۹۴   |
| اسرائیل                | ۲۴ مارس ۱۹۵۰    |
| اسلواکی                | ۱ ژانویه ۱۹۹۳   |
| اسلوونی                | ۱۷ ژوئن ۱۹۳۰    |
| افغانستان              | ۲ ژوئن ۲۰۱۸     |
| اکوادور                | ۹ اکتبر ۱۹۹۱    |
| الجزایر                | ۱۹ آوریل ۱۹۹۸   |
| السالوادور             | ۱۹ فوریه ۱۹۹۴   |
| امارات متحده عربی      | ۱۴ ژوئیه ۲۰۰۴   |
| اندونزی                | ۵ سپتامبر ۱۹۹۷  |
| اوکراین                | ۲۵ اکتبر ۱۹۹۵   |
| ایالات فدرال میکرونزی  | ۷ اکتبر ۲۰۰۳    |
| ایالات متحده آمریکا    | ۱ مارس ۱۹۸۹     |
| ایتالیا                | ۵ دسامبر ۱۸۸۷   |
| جمهوری ایرلند          | ۵ اکتبر ۱۹۲۷    |
| ایسلند                 | ۷ سپتامبر ۱۹۴۷  |
| باربادوس               | ۳۰ ژوئیه ۱۹۸۳   |
| باهاما                 | ۱۰ ژوئیه ۱۹۷۳   |
| بحرین                  | ۲ مارس ۱۹۹۷     |
| برزیل                  | ۹ فوریه ۱۹۲۲    |
| برونئی                 | ۳۰ اوت ۲۰۰۶     |
| بریتانیا               | ۵ دسامبر ۱۸۸۷   |
| بلاروس                 | ۱۲ دسامبر ۱۹۹۷  |
| بلژیک                  | ۵ دسامبر ۱۸۸۷   |
| بلغارستان              | ۵ دسامبر ۱۹۲۱   |
| بلیز                   | ۱۷ ژوئن ۲۰۰۰    |
| بنگلادش                | ۴ مه ۱۹۹۹       |
| بنین                   | ۳ ژانویه ۱۹۶۱   |
| بوتسوانا               | ۱۵ آوریل ۱۹۹۸   |
| بورکینافاسو            | ۱۹ اوت ۱۹۶۳     |
| بوسنی و هرزگوین        | ۱۷ ژوئن ۱۹۳۰    |
| بولیوی                 | ۴ نوامبر ۱۹۹۳   |
| بوتان (کشور)           | ۲۵ نوامبر ۲۰۰۴  |
| پاراگوئه               | ۲ ژانویه ۱۹۹۲   |
| پاکستان                | ۵ ژوئیه ۱۹۴۸    |
| پاناما                 | ۸ ژوئن ۱۹۹۶     |
| پرتغال                 | ۲۹ مارس ۱۹۱۱    |
| پرو                    | ۲۰ اوت ۱۹۸۸     |
| تاجیکستان              | ۹ مارس ۲۰۰۰     |
| تانزانیا               | ۲۵ ژوئیه ۱۹۹۴   |
| تایلند                 | ۱۷ ژوئیه ۱۹۳۱   |
| ترکیه                  | ۱ ژانویه ۱۹۵۲   |
| ترینیداد و توباگو      | ۱۶ اوت ۱۹۸۸     |
| توگو                   | ۳۰ آوریل ۱۹۷۵   |
| تونس                   | ۵ دسامبر ۱۸۸۷   |
| تونگا                  | ۱۴ ژوئن ۲۰۰۱    |
| جامائیکا               | ۱ ژانویه ۱۹۹۴   |
| جمهوری آذربایجان       | ۴ ژوئن ۱۹۹۹     |
| جمهوری آفریقای مرکزی   | ۳ سپتامبر ۱۹۷۷  |
| جمهوری چک              | ۱ ژانویه ۱۹۹۳   |
| چین                    | ۱۵ اکتبر ۱۹۹۲   |
| جمهوری دموکراتیک کنگو  | ۸ اکتبر ۱۹۶۳    |
| جمهوری دومینیکن        | ۲۴ دسامبر ۱۹۹۷  |
| جمهوری کنگو            | ۸ مه ۱۹۶۲       |
| مقدونیه شمالی          | ۱۷ ژوئن ۱۹۳۰    |
| جیبوتی                 | ۱۳ مه ۲۰۰۲      |
| چاد                    | ۲۵ نوامبر ۱۹۷۱  |
| دانمارک                | ۱ ژوئیه ۱۹۰۳    |
| دومینیکا               | ۷ اوت ۱۹۹۹      |
| رواندا                 | ۱ مارس ۱۹۸۴     |
| روسیه                  | ۱۳ مارس ۱۹۹۵    |
| رومانی                 | ۱ ژانویه ۱۹۲۷   |
| زامبیا                 | ۲ ژانویه ۱۹۹۲   |
| زیمبابوه               | ۱۸ آوریل ۱۹۸۰   |
| ژاپن                   | ۱۵ ژوئیه ۱۸۹۹   |
| ساحل عاج               | ۱ ژانویه ۱۹۶۲   |
| ساموآ                  | ۲۱ ژوئیه ۲۰۰۶   |
| سری‌لانکا               | ۲۰ ژوئیه ۱۹۵۹   |
| سنت کیتس و نویس        | ۹ آوریل ۱۹۹۵    |
| سنت لوسیا              | ۲۴ اوت ۱۹۹۳     |
| سنت وینسنت و گرنادین‌ها | ۲۹ اوت ۱۹۹۵     |
| سنگاپور                | ۲۱ دسامبر ۱۹۹۸  |
| سنگال                  | ۲۵ اوت ۱۹۶۲     |
| اسواتینی               | ۱۴ دسامبر ۱۹۹۸  |
| سوئد                   | ۱ اوت ۱۹۰۴      |
| سوئیس                  | ۵ دسامبر ۱۸۸۷   |
| سودان                  | ۲۸ دسامبر ۲۰۰۰  |
| سورینام                | ۲۳ فوریه ۱۹۷۷   |
| سوریه                  | ۱۱ ژوئن ۲۰۰۴    |
| شیلی                   | ۵ ژوئن ۱۹۷۰     |
| صربستان                | ۱۷ ژوئن ۱۹۳۰    |
| عربستان سعودی          | ۱۱ مارس ۲۰۰۴    |
| عمان                   | ۱۴ ژوئیه ۱۹۹۹   |
| غنا                    | ۱۱ اکتبر ۱۹۹۱   |
| فرانسه                 | ۵ دسامبر ۱۸۸۷   |
| فنلاند                 | ۱ آوریل ۱۹۲۸    |
| فیجی                   | ۱ دسامبر ۱۹۷۱   |
| فیلیپین                | ۱ اوت ۱۹۵۱      |
| قبرس                   | ۲۴ فوریه ۱۹۶۴   |
| قرقیزستان              | ۸ ژوئیه ۱۹۹۹    |
| قزاقستان               | ۱۲ آوریل ۱۹۹۹   |
| قطر                    | ۵ ژوئیه ۲۰۰۰    |
| کاستاریکا              | ۱۰ ژوئن ۱۹۷۸    |
| کامرون                 | ۲۱ سپتامبر ۱۹۶۴ |
| کانادا                 | ۱۰ آوریل ۱۹۲۸   |
| کرواسی                 | ۱۷ ژوئن ۱۹۳۰    |
| کره جنوبی              | ۲۱ اوت ۱۹۹۶     |
| کره شمالی              | ۲۸ آوریل ۲۰۰۳   |
| کلمبیا                 | ۷ مارس ۱۹۸۸     |
| کنیا                   | ۱۱ ژوئن ۱۹۹۳    |
| کوبا                   | ۲۰ فوریه ۱۹۹۷   |
| کیپ ورد                | ۷ ژوئیه ۱۹۹۷    |
| گابن                   | ۲۶ مارس ۱۹۶۲    |
| گامبیا                 | ۷ مارس ۱۹۹۳     |
| گرجستان                | ۱۶ مه ۱۹۹۵      |
| گرنادا                 | ۲۲ سپتامبر ۱۹۹۸ |
| گواتمالا               | ۲۸ ژوئیه ۱۹۹۷   |
| گویان                  | ۲۵ اکتبر ۱۹۹۴   |
| گینه                   | ۲۰ نوامبر ۱۹۸۰  |
| گینه استوایی           | ۲۶ ژوئن ۱۹۹۷    |
| گینه بیسائو            | ۲۲ ژوئیه ۱۹۹۱   |
| لائوس                  | ۱۴ مارس ۲۰۱۲    |
| لبنان                  | ۳۰ سپتامبر ۱۹۴۷ |
| لتونی                  | ۱۱ اوت ۱۹۹۵     |
| لسوتو                  | ۲۸ سپتامبر ۱۹۸۹ |
| لوکزامبورگ             | ۲۰ ژوئن ۱۸۸۸    |
| لهستان                 | ۲۸ ژانویه ۱۹۲۰  |
| لیبریا                 | ۸ مارس ۱۹۸۹     |
| لیبی                   | ۲۸ سپتامبر ۱۹۷۶ |
| لیتوانی                | ۱۴ دسامبر ۱۹۹۴  |
| لیختن‌اشتاین            | ۳۰ ژوئیه ۱۹۳۱   |
| ماداگاسکار             | ۱ ژانویه ۱۹۶۶   |
| ماکائو                 | ۲۰ دسامبر ۱۹۹۹  |
| مالاوی                 | ۱۲ اکتبر ۱۹۹۱   |
| مالت                   | ۲۱ سپتامبر ۱۹۶۴ |
| مالزی                  | ۱ اکتبر ۱۹۹۰    |
| مالی                   | ۱۹ مارس ۱۹۶۲    |
| مجارستان               | ۱۴ فوریه ۱۹۲۲   |
| کومور                  | ۱۷ آوریل ۲۰۰۵   |
| مراکش                  | ۱۶ ژوئن ۱۹۱۷    |
| مصر                    | ۷ ژوئن ۱۹۷۷     |
| مغولستان               | ۱۲ مارس ۱۹۹۸    |
| مکزیک                  | ۱۱ ژوئن ۱۹۶۷    |
| موریتانی               | ۶ فوریه ۱۹۷۳    |
| موریس                  | ۱۰ مه ۱۹۸۹      |
| مولداوی                | ۲ نوامبر ۱۹۹۵   |
| موناکو                 | ۳۰ مه ۱۹۸۹      |
| مونته‌نگرو              | ۳ ژوئن ۲۰۰۶     |
| نامیبیا                | ۲۱ مارس ۱۹۹۰    |
| نپال                   | ۱۱ ژانویه ۲۰۰۶  |
| نروژ                   | ۱۳ آوریل ۱۸۹۶   |
| نیجر                   | ۲ مه ۱۹۶۲       |
| نیجریه                 | ۱۴ سپتامبر ۱۹۹۳ |
| نیکاراگوئه             | ۲۳ اوت ۲۰۰۰     |
| نیوزیلند               | ۲۴ آوریل ۱۹۲۸   |
| واتیکان                | ۱۲ سپتامبر ۱۹۳۵ |
| ونزوئلا                | ۳۰ دسامبر ۱۹۸۲  |
| ویتنام                 | ۲۶ اکتبر ۲۰۰۴   |
| هائیتی                 | ۱۱ ژانویه ۱۹۹۶  |
| هلند                   | ۱ نوامبر ۱۹۱۲   |
| هند                    | ۱ آوریل ۱۹۲۸    |
| هندوراس                | ۲۵ ژانویه ۱۹۹۰  |
| هنگ کنگ                | ۱ ژوئیه ۱۹۹۷    |
| یمن                    | ۱۴ ژوئیه ۲۰۰۸   |
| یونان                  | ۹ نوامبر ۱۹۲۰   |

## وضعیت ایران
ایران در کنوانسیون برن عضویت ندارد. موافقان پیوستن ایران به این کنوانسیون، آن را مقدمه‌ای برای پیوستن ایران به سازمان تجارت جهانی و بهره‌مندی از منافع آن معرفی می‌کنند، زیرا مطابق موافقت‌نامهٔ تریپس که از ملزومات پیوستن به سازمان تجارت جهانی است، کشورهای عضو ملزم می‌شوند بخش‌هایی از اصول کنوانسیون برن که در مادهٔ ۹ موافقت‌نامهٔ تریپس منعکس شده‌است را رعایت کنند. در مقابل مخالفان معتقدند ایران بیش از آنکه تولیدکننده علم، فرهنگ و محصولات این حوزه باشد، مصرف‌کننده است، و پیوستن ایران به این کنوانسیون هزینه‌های بسیار زیادی را به دولت و مردم تحمیل خواهد کرد و توسعهٔ علمی و فرهنگی را دچار مشکل می‌نماید.